# Ordinary Alien
Ordinary Alien - The Kinky Roland Files (chiamato semplicemente Ordinary Alien) è un album del cantante e DJ Britannico Boy George.
Uscito nel dicembre 2010 venne anticipato dal singolo "Amazing Grace".

## Tracklist
1. "Turn 2 Dust"
2. "Yes We Can"
3. "Brand New"
4. "Amazing Grace"
5. "Don't Wanna See Myself"
6. "If I Were You"
7. "Go Your Own Way"
8. "Here Come the Girls" (featuring Ave D)
9. "Seconds" (featuring Phillip Something)
10. "After Dark"
11. "Kill the A&R"
12. "Human Racing"
13. "Look Pon U"